# Class of 2001
Pour les articles homonymes, voir Class.
Série
Class of 1999
(1990)
Pour plus de détails, voir Fiche technique et Distribution.
Class of 2001 ou Classe du Futur au Québec (Class of 1999 II: The Substitute) est un film américain réalisé par Spiro Razatos, sorti directement en vidéo en 1994. Il fait suite à Class of 1999 de Mark L. Lester sorti quatre ans plus tôt, lui-même faisant suite à Class 1984 (1982).

## Synopsis
En 2001, deux ans après la destruction des professeurs androïdes créés par le Docteur Longford, il semble qu'il en reste encore un : John Bolen. Ce dernier accomplit les tâches pour lesquelles il a été programmé. Il devient ainsi professeur dans le lycée de Bend dans l'Oregon. Il va alors cibler des élèves qui selon lui ne respectent pas les règles, notamment des punks.

## Fiche technique
Sauf indication contraire, les informations mentionnées dans cette section peuvent être confirmées par la base de données cinématographiques IMDb,  présente dans la section « Liens externes ».
- Titre original : Class of 1999 II: The Substitute
- Titre français : Class of 2001
- Titre québécois : Classe du Futur
- Réalisation : Spiro Razatos
- Scénario : Mark Sevi
- Direction artistique : Greg Bartkus
- Décors : Jeannie M. Lomma
- Costumes : Sigrid Insull
- Photographie : Dean Lent
- Montage : David Kern
- Musique : Andrew Keresztes
- Production : Russell D. Markowitz

Producteur associé : Kenny Bates
Producteur délégué : Catalaine Knell
- Société de production : CineTel Films
- Sociétés de distribution :  CineTel Films (États-Unis), Malofilm Home Video (France)
- Budget : n/a
- Pays d'origine :  États-Unis
- Langue originale : anglais
- Format : couleur - 1.85:1
- Genre : science-fiction, action, dystopie
- Durée : 87 minutes
- Dates de sortie[1] :
  -  États-Unis : 29 mars 1994 (vidéo)

## Distribution
- Sasha Mitchell : John Bolen
- Caitlin Dulany : Jenna McKenzie
- Nick Cassavetes : Emmett Grazer
- Gregory West : Sanders
- Rick Hill : G. D. Ash
- Jack Knight : le shérif Tom Yost
- Diego Serrano : Ice

## Production
Il s'agit du seul long métrage réalisé par Spiro Razatos, qui a officié principalement comme cascadeur et coordinateur des cascades.